# حسین‌پور
حسین‌پور از نام‌های خانوادگی است از جمله برای این افراد: 
- اردشیر حسین‌پور استاد دانشگاه و دانشمند برنامه هسته‌ای ایران
- بهمن حسین‌پور
- بزرگمهر حسین‌پور کاریکاتوریست و کارگردان ایرانی
- محمد حسین‌پور بازیکن فوتبال
- هادی حسین پور فرد آذر  مهندس شبکه

خاندان حسین پور نسلی از دلیران کنده ای فارس هستند